# Mengshan

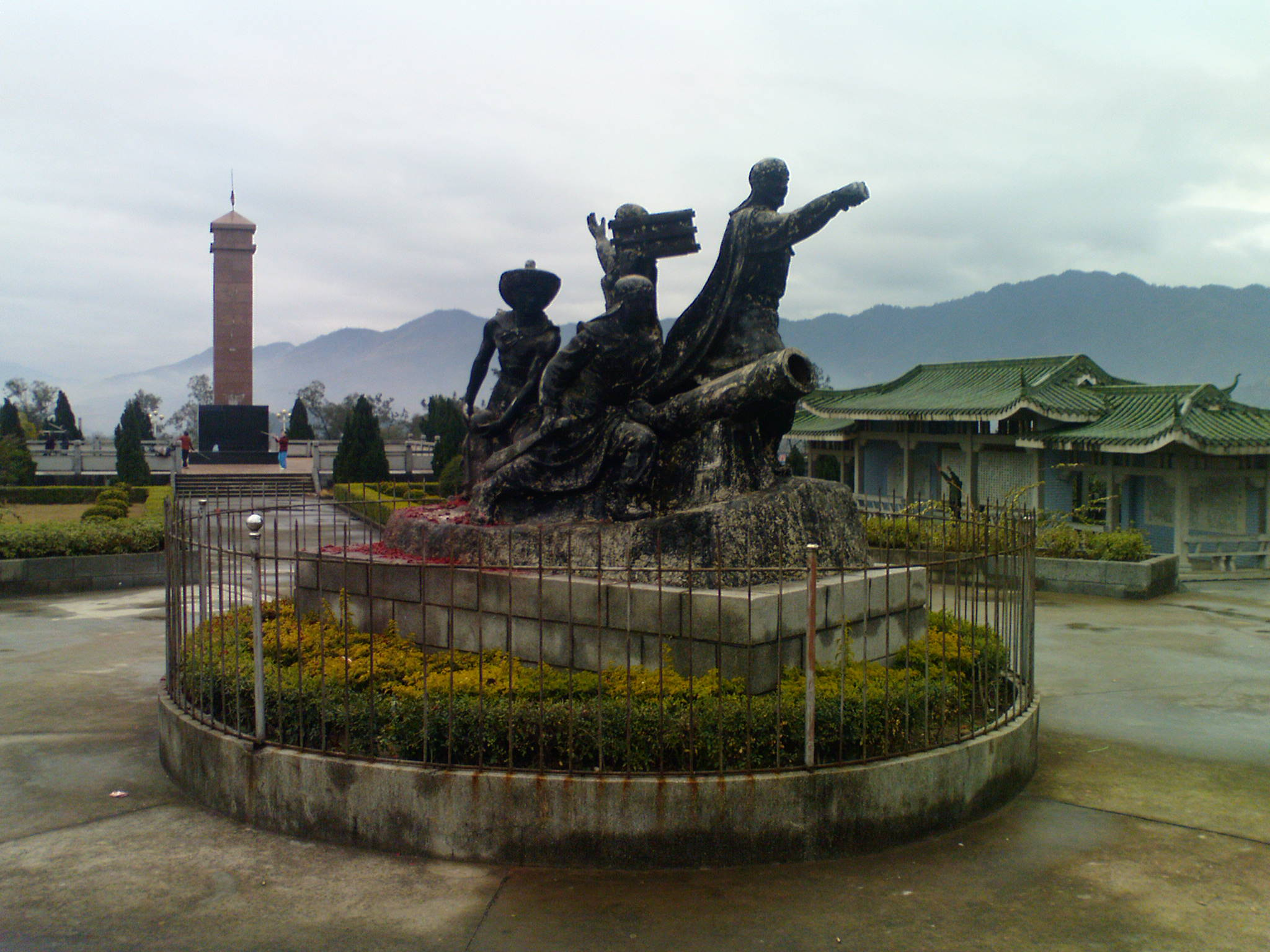
Denkmal des „Himmlischen Reiches des ewigen Friedens“

Mengshan (chinesisch 蒙山县, Pinyin Méngshān Xiàn; Zhuang Mungzsanh Yen) ist ein Kreis der bezirksfreien Stadt Wuzhou am Ostrand des Autonomen Gebiets Guangxi der Zhuang in der Volksrepublik China. Er hat eine Fläche von 1.282 km² und zählt 204.100 Einwohner (Stand: Ende 2018). Sein Hauptort ist die Großgemeinde Mengshan (蒙山镇).
Die Stätte der Yong'an-Aktivitäten des Himmlischen Reiches des ewigen Friedens (Taiping tianguo Yong'an huodong jiuzhi 太平天国永安活动旧址) im heutigen Kreis Mengshan steht seit 2006 auf der Liste der Denkmäler der Volksrepublik China (6-1023).